# Битва при Марс-ла-Тур
Битва при Марс-ла-Тур — одна з битв франко-прусської війни, яка відбулася 16 серпня 1870 року біля містечка Марс-ла-Тур на захід від міста Мец. В ході битви прусські війська зірвали спробу французької Рейнської армії відійти до Вердена і відкинули її до Меца, де взяли її в облогу.

## Перед битвою
Після перемог у битвах при Шпіхерні і Верті (обидві битви відбулися 6 серпня) німецькі війська рушили вглиб Франції і протягом 14-15 серпня 1870 року переправилися через річку Мозель. Французька Рейнська армія, яку 12 серпня очолив маршал Базен, відійшла в район Меца і мала намір продовжувати відхід далі на захід в район Вердена. Німецьке командування вирішило не допустити відступу французів до Вердена і оточити Рейнську армію в Меці. Тому 15 серпня о 18.30 фельдмаршал Гельмут фон Мольтке відправив командувачу 2-ї німецької армії принцу Фрідріху-Карлу телеграму, в якій наказав йому за будь-яку ціну перерізати французам шлях відступу на захід. Виконуючи наказ Мольтке Фрідріх-Карл о 19.00 15 серпня наказав своєму 3-му армійському корпусу наступати на Марс-ла-Тур, а 10-му армійському корпусу було наказано підтримати цей наступ ударом на дорогу Мец — Верден.
Французька Рейнська армія відходила досить повільно. Щоб підтягнути відсталі частини маршал Базен переніс відхід на Верден із 4.00 на 12.00 16 серпня. Французьке командування не збиралося давати німцям битву, тому німецька атака вранці 16 серпня стала для французів у значній мірі несподіванкою.

## Сили сторін
Рейнська армія маршала Базена налічувала більше 160 тисяч вояків, із яких безпосередньо у битві взяли участь 80 тисяч вояків (15 дивізій). З німецького боку діяли 3-й і 10-й прусські корпуси 2-ї німецької армії. На початку битви в німців було 30 тисяч вояків, по мірі розгортання битви кількість задіяних німецьких військ зросла до 80 тисяч.

## Битва

### Початок бою
О 8.30 ранку 16 серпня 1870 року прусська гусарська бригада 5-ї кавалерійської дивізії прусської армії, яка була послана на розвідку французьких позицій біля Резонвіля, раптово атакувала французьку драгунську бригаду. Французькі драгуни перебували у своєму таборі і не очікували атаки пруссаків. Прусські гусари легко розбили драгунів і відкинули їх. Незабаром в район Резонвіля пруссаки підтягнули артилерію і шквальним артилерійським вогнем розсіяли французьку кирасирську бригаду. Французька піхота кинулася в контратаку, щоб вибити пруссаків з Резонвіля. Через контратаку французів командир 3-го армійського корпусу пруссаків генерал Альвенслебен перекинув на поміч артилеристам 6-ту кавалерійську дивізію.

### Контратаки французів

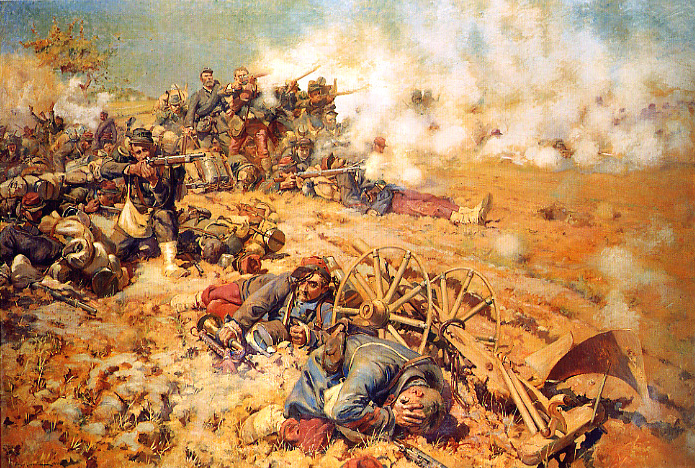
Французька піхота у битві при Марс-ла-Тур

Французькі 6-й (командир маршал Канробер) і 2-й (командир генерал Фроссар) армійські корпуси перейшли в рішучу контратаку проти пруссаків. До 10.00 французи відкинули 5-ту і 6-ту кавалерійські дивізії німців і завдали їм значних втрат. Прусський 3-й армійський корпус був змушений відбивати атаки французів. Щоб зупинити атаки французів пруссаки кинули в атаку два драгунські ескадрони, але французи їх розбили. Французькі війська мали серйозну кількісну перевагу і тому становище 3-го корпусу пруссаків різко погіршилося. В бою з французами повністю була знищена прусська 9-та піхотна бригада, а її командир генерал Дьорінг був убитий. Поки французи успішно відтісняли 5-ту піхотну дивізію пруссаків, 6-та піхотна дивізія пруссаків змогла захопити села Віонвіль і Флавіньї та розмістила там свою артилерію. Захоплення цих двох сіл пруссаками поставило під загрозу лівий фланг французів і 2-й армійський корпус французів був змушений припинити контратаки і відійти з Резонвіля.

### Перелом у битві на користь німців
Відхід 2-го армійського корпусу генерала Фроссара з Резонвіля відбувався неорганізовано. За наказом начальника штабу прусського 10-го армійського корпусу підполковника Лео фон Капріві 17-й гусарський полк пруссаків атакував відступаючих французів і знищив загін французьких кирасирів та артилерійську батарею. Генерал Альвенслебен кинув 6-ту кавалерійську дивізію переслідувати відступаючих французів, а 5-ту піхотну дивізію направив на дорогу Мец — Верден. Але ці атаки німців успіху не мали через вогонь французької артилерії.

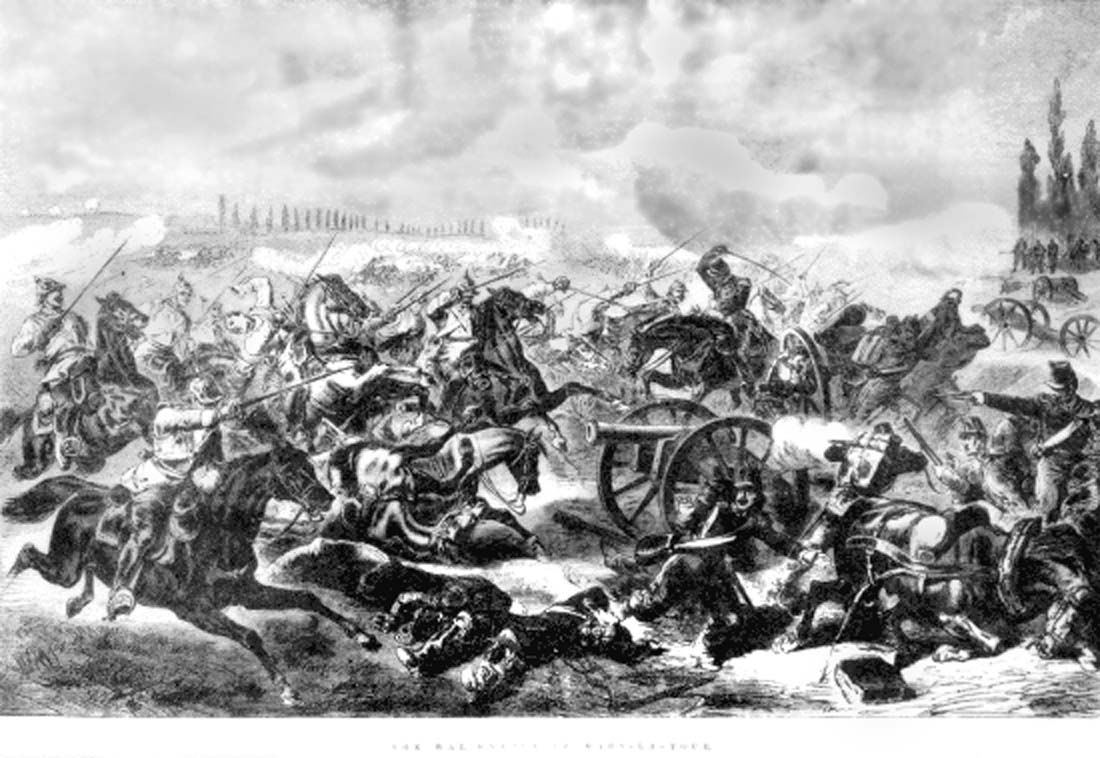
Атака прусської кавалерії фон Бредова у битві при Марс-ла-Тур

Маршал Базен наказав своїм військам обійти лівий фланг пруссаків. До 14.00 чотири французькі корпуси атакували один (3-й) прусський корпус. 6-й французький корпус маршала Канробера повів наступ на Віонвіль. Щоб зупинити наступ Канробера Альвенслебен кинув проти нього бригаду важкої кавалерії генерала фон Бредова. Самовбивча атака кінноти фон Бредова була відбита французами — із 3800 кіннотників вижили лише 420. Але атака фон Бредова врятувала становище усього 3-го корпусу, бо маршал Базен наляканий можливістю нової німецької контратаки наказав Канроберу припинити наступ.
До 16.00 над 3-м армійським корпусом пруссаків нависла загроза повного розгрому, але саме тоді йому на допомогу прийшла 20-та піхотна дивізія із сусіднього 10-го армійського корпусу. Незабаром командувач 2-ї німецької армії Фрідріх-Карл перекинув на допомогу 3-му корпусу значні сили артилерії. Все це дозволило німцям переламати хід битви на свою користь. О 18.45 на північ від Марс-ла-Тура прусська кавалерія розбила французьку кавалерію. Фрідріх-Карл увів у бій свіжий 9-й армійський корпус генерала Альбрехта Густава фон Манштейна. Але попри це французи змогли відбити атаки німців.
О 21.00 битва припинилася і сторони закріпилися на зайнятих рубежах.

## Наслідки битви
У битві при Марс-ла-Турі французи були близькі до перемоги. Але нерішучість маршала Базена і великі втрати у людях і боєприпасах не дали французам розбити 3-й прусський корпус. Базен вирішив відступати до Мецу і зайняти там оборону. Німці, виснажені битвою, не переслідували ворога. 18 серпня в районі Гравілотта сталася нова битва, в якій французи зазнали остаточної поразки.

## Втрати сторін
У битві при Марс-ла-Турі німці загалом втратили 15 799 вояків, із яких 4421 — вбиті, 10 411 — поранені, 967 — зникли безвісти. Французи втратили 17 007 вояків, із яких 1367 — вбиті, 10 120 — поранені, 5472 — полонені і зниклі безвісти.